# ハ・ドンギュン
ハ・ドンギュン (하동균、Ha Dong-Qn (kyun)、 河東均、1980年 6月28日- )は大韓民国の歌手である。 ソウル市出身。慶熙大学校大学院ポストモダン音楽学科で修士号を取得しようとしている。音楽以外の趣味は映画鑑賞、ドライブである。

## プロフィール
- 生年月日 : 1980年 6月28日
- 出生地 : 韓国、ソウル特別市
- デビュー : 『7Dayz』(グループ、2002)
- 主な活動 : 『ウォンテッド』(Wanted、グループ、2004-)、ソロアルバム活動(2006-)
- 代表曲 :『彼女を愛してください (2006)』『蝶よ (2008)』『From Mark (2012)』
- 身長 : 175cm
- 体重 : 63kg
- 血液型 : O 型
- 学歴 : 青雲大学校 (放送音楽学科、卒業)、 慶熙大学校大学院 (ポストモダン音楽学科、修士課程、 在学中)
- 趣味 : 映画鑑賞、ドライブ、 ゲーム
- 特技 : ギター

## 来歴
- 2002年3月、歌手ジョン・サンフアン、イ・ジョン、ソ・ジェホ、Y.Jと一緒に男性グループセブンデイズ(7Dayz)を結成、デビューする。
- 2004年5月、キム・ゼスク、イ・ジョン、ソ・ジェホと一緒に4人グループウォンテッド(Wanted)を結成、OST作業と他のアーチストとのフィーチャリングなど、ソロ活動を兼ねた色々な活動を始めたが、同年8月、不慮の事故で、メンバーの中、ソ・ジェホが落命して、ドンギュンも負傷して、暫く、チームの活動ができない時間を過ごす。
- 2009年5月入隊して、2011年5月まで公益勤務要員として兵役に服して除隊。
- 2013年5月と7月、KBS不朽の名曲2:伝説を歌う、2015年1月から4月まで、私は歌手だ(シーズン3)、2015年10月、KBS不朽の名曲2:伝説を歌うなど、コンペティションプログラムに参加して、大きな反響を呼ぶ。
- 2016年から、マーク・プラネット(Mark Planet)と言うインディーズ・レーベルを設立して、色々な放送と公演の活動に参加するなど、活発な動きを続けている。

## アルバム活動

### フルアルバム

#### グループ
- 2002年3月12日 - 7デイズ(7Dayz) 1集、『7デイズ(7Dayz)』、 タイトル曲「私は君を」、「もし君が」
- 2004年6月4日 - ウォンテッド(Wanted) 1集、『Like The First』、タイトル曲「発作」
- 2007年7月5日 - ウォンテッド(Wanted) 2集、『7デイズ & ウォンテッド』(7DAYZ & WANTED)、 タイトル曲「I Promise You」
- 2012年1月20日 - ウォンテッド(Wanted) 3集、『ヴインテージ』(Vintage)、タイトル曲「あなたに行く」
- 2019年11月13日 - ウォンテッド(Wanted)15周年スペシャルプロジェクト、エピソード1「寂しい人々のための歌」

#### ソロ
- 2006年6月27日 - ソロ 1集、『スタンド・アローン』(Stand Alone)、タイトル曲「彼女を愛してください」
- 2008年2月12日 - ソロ 2集、『アナザーコーナー』(Another Corner)、タイトル曲「蝶よ」

### ミニアルバム
- 2012年12月17日 - 『マーク』(Mark)

、タイトル曲「フロム・マーク(From Mark)」
- 2014年10月14日 - 『ワード』(Word)、タイトル曲「ラン(Run)」
- 2017年5月11日 - 『ポリゴン』(POLYGON)、タイトル曲「今、そして私たちは」

### ディジタル・シングル
- 2008年6月10日 - 『雨が降っても雪が降っても』、タイトル曲「雨が降っても雪が降っても」
- 2008年9月19日 - 『涙音』、タイトル曲「涙音(Sound of Tears)」
- 2015年5月29日 - 『ビューティフル・デー』(Beautiful Day)、 with イ・ジョン(Lee Jung)、タイトル曲「ビューティフル・デー」
- 2019年4月18日 -『その時、私たちは』、タイトル曲「その時、私たちは」
- 2019年11月13日 -『寂しい人々のための歌』

ウォンテッド(Wanted)15周年スペシャルプロジェクト、エピソード1
- 2020年5月1日 -『STAR DUST』、タイトル曲「STAR DUST」
- 2020年9月21日 -

『初めて君を愛した時』、タイトル曲「初めて君を愛した時 (처음 그대를 사랑했었던)」
- 2020年９月26日 - 'ユ•ヒヨルのスケッチブック' 10周年記念プロジェクト、

『そうじゃなくて』、「そうじゃなくて (그게 아니고)」
- 2021年3月1日 - 『雨のように、音楽のように』、

「雨のように、音楽のように (비처럼 음악처럼)」
- 2021年3月5日 - 『Here I Am』、「Here I Am」
- 2021年4月22日 -『待っている』、with ボンぐ(BongGu)「待っている (기다릴게)」
- 2021年8月13日 - Begin Again Open Mic.

『ラグヨ』「ラグヨ (라구요)」、 『蝶よ』、 「蝶よ (나비야)」、 『From Mark』、 「From Mark」
- 2021年8月27日 - Begin Again Open Mic.

『Imagine』、 with Lim Kim 「Imagine」
- 2021年9月3日 - Begin Again Open Mic.

『Say something (with Lim Kim)』、『愛という理由で (사랑이라는 이유로)』
- 2021年10月12日 - 『ME.N.U』、with JUNNY「ME.N.U」

### オリジナルサウンドトラック(OST)
- 2004年7月28日、「九尾狐外伝」(テレビドラマ)、 <オールウェイズ(Always)>
- 2004年10月27日、「私の頭の中の消しゴム」(映画)、<星>
- 2006年9月15日、「無敵の新入社員」(テレビドラマ)、< I Wish >
- 2007年2月26日、「愛に狂う」(テレビドラマ)、<世の中、たった一度の愛>
- 2008年5月7日、「強敵たち」(テレビドラマ)、<ごめんなさい>
- 2010年5月6日、「雪の女王」(テレビドラマ)、<遅れてごめん>
- 2011年3月25日、「きらきら光る」(テレビドラマ)、<アフターザラブ(After the Love)>
- 2011年8月4日、「王女の男」(テレビドラマ)、<待つよ>
- 2012年3月12日、「お願い、キャプテン」(テレビドラマ)、<胸の片隅>
- 2013年9月2日、「グッド・ドクター」(テレビドラマ)、<元気そうだね>
- 2016年7月5日、「ウォンテッド」(テレビドラマ)、<僕は君に>
- 2018年2月15日、「マザー」(テレビドラマ)、<共に行こう(Go With Me)>
- 2018年7月23日、「ライフ」(テレビドラマ)、<ホーム(Home)>
- 2018年10月8日、「バッドパパ」(テレビドラマ)、<ドントリメンバー (Don't Remember)>
- 2020年４月17日、「夫婦の世界」(テレビドラマ)、<そのまま私を捨てて下さい (그냥 나를 버려요)>
- 2020年12月29日、「昼と夜」(テレビドラマ)、

<Set Me Free (Night Ver.)>
- 2021年9月4日、「人間失格」(テレビドラマ)、

<独り言 (혼잣말)>

### コラボレーション/フィーチャリング
- 2004年9月9日、<Love Again>、巨美(Gummy) 2集、『It's Different』
- 2004年10月16日、「Dear my Friend」、 フィソン 3集、『For The Moment』
- 2005年2月21日、「The Last Scene」、ビバソウル 1集、『Youth On The Road』
- 2007年4月20日、「Cry」、ビバソウル 2集、『Refresh』
- 2008年6月10日、「また愛すれば」、 with キム・ボア(スピカ)、 マン・ジナ、ジョン・ヘワン、2集、『Another Corner』
- 2008年9月30日、「習慣」、エピック・ハイ(Epik High)、EPアルバム 『Love Scream』
- 2008年12月18日、「君を削除」、 Casker 4集、『Polyester Heart』
- 2009年9月16日、「Happy Birthday To Me」、エピック・ハイ(Epik High)、6集、『e』
- 2011年9月30日、「私っていつもこう」、

『ZIA 2集』
- 2011年11月25日、「2 Late」、ジョン・シンウ 2集、『My True Self』
- 2012年3月22日、「私の胸の中で幸せな人」、タウ&ハハ(Taw & Haha)、『Acoustic Tuning Time』
- 2011年12月5日、「Lucky Star」、 イ・ジョン(Lee Jung)、『A-Tracks』
- 2013年10月29日、「Luvholic」、 キム・ジェジュン、1集 、『www』
- 2013年11月12日、「愛し合ったのに」, イ・ジョン(Lee Jung)、『十周年記念のアルバム、パート2、シナジー(Synergy)』
- 2015年5月29日、「ビューティフル・デー(Beautiful Day)」、with イ・ジョン(Lee Jung)
- 2017年3月8日、「そう、愛だった(クレ サランイオッタ)」、with GB9、『ハ・ドンギュン × GB9』
- 2017年5月11日、「今、そして私たちは」、with アイユー(IU)、『ポリゴン(POLYGON)』
- 2019年3月19日、「Beautiful」、with Double K, KIND
- 2019年9月10日、「ワーカホリッくク(Workaholic)」、『月刊ユン•ゾンシン』
- 2019年10月6日、「Never Forget」、with KIND
- 2020年12月19日、「ありがとう、おかげで」、with チャン•ヘジン
- 2021年4月22日、「王女の男」(テレビドラマ)OSTのリメイク、<待つよ> with ボング(Bong Gu)

## 放送活動

### テレビ出演
- 2013年5月、7月、『不朽の名曲2: 伝説を歌う』
- 2015年1-4月、『私は歌手だ、シーズン3』
- 2015年9月26日、『心肺蘇生ソング』(심폐소생송)
- 2015年10月24日、『不朽の名曲2: 伝説を歌う』
- 2017年5月13日、『ユ・ヒヨルのスケッチブック』
- 2017年8月26日、『ユ・ヒヨルのスケッチブック』
- 2017年11月1日、『デュラン(Dran)』
- 2017年11月19日 - 2018年1月26日、『ミックスナイン(韓国語)』(Mix Nine)
- 2017年12月23日、『ボーカルの品格』
- 2018年1月6日、『ブルーライティング・フェスティバル 2018』
- 2018年4月6日、Mnet/tvN『君の声が見える、シーズン5』
- 2018年4月21日、4月28日、5月5日、『不朽の名曲2: 伝説を歌う』
- 2018年6月7日(542回)、6月21日(543回)、KBS2、『ハッピートゥゲザー』
- 2018年7月15日(1203回)、KBS1、『KBSオープンコンサート』
- 2018年9月30日、TV Chosun、『森のライブ』
- 2018年12月1日、12月8日、『不朽の名曲2: 伝説を歌う』
- 2019年4月19日、『KBS2朝のニュースタイム(News Time)』、インタビュー
- 2019年5月10日、『ユ・ヒヨルのスケッチブック』
- 2019年6月8日、『デュラン(Dran)』
- 2019年6月14日、19日、『ユンドヒョンのザステージ•ビッグプレジャー』、105回
- 2019年7月26日~9月13日(3回~10回)、Mnet、『ズ•コール2 (The Call 2)』
- 2019年9月20日、『ユ・ヒヨルのスケッチブック』
- 2019年9月28日~10月19日、MBC、『全知的おせっかい視点』、71回~74回
- 2019年9月29日、TV Chosun、『森のライブ』
- 2020年3月13日、20、Mnet、『私の中のバラード』4~5回
- 2020年3月14日、21日、MBC、『全知的おせっかい視点』、95~96回
- 2020年4月28日、MBC every1、『ビデオスター』、194回
- 2020年5月16日、MBC、『オ！私のパートナー』、７回
- 2020年5月29日、『ユ・ヒヨルのスケッチブック』

- 2020年6月13日、『不朽の名曲2: 伝説を歌う』
- 2020年9月25日、『ユ・ヒヨルのスケッチブック』
- 2020年10月3日、『ユ・ヒヨルのスケッチブック』
- 2020年12月18日，25日、 MBC『トロットの民族』
- 2021年2月19日、Mnet/tvN『君の声が見える、シーズン8』
- 2021年2月28日、SBS『アーカイブK (Archive K)』、8回
- 2021年6月20日、SBS、『チキータカー (Tikita Car)』、12回
- 2021年7月26日~8月23日、JTBC、『ビギンアゲーン (Begin Again Open Mic)』

### ラジオ
- 2008年4月 - 2009年4月、『ラジオ・デイズ, ハ・ドンギュンです』、 DJ
- 2014年4月24日 - 2015年4月24日、『MBC FM4U、 タブロ(Tablo)の夢見るラジオ』、 レギュラーメンバー
- 2014年10月22日、『MBC FM4U、サニー(Sunny)のFMデート』、ゲスト
- 2014年11月7日、『KBS cool FM、 イ・ソラのケイ・ポップ(K-pop)スクエア』、ゲスト
- 2015年9月25日、『MBC FM4U、タブロ(Tablo)の夢見るラジオ』、ゲスト
- 2016年5月2-3日、『MBC FM4U、 ハ・ドンギュンのゴールデンディスク』、スペシャルDJ
- 2017年1月26-29日、『MBC FM4U、青い夜、ハ・ドンギュンです』、スペシャルDJ
- 2017年5月11日、『SBS Power FM、 カルツーショー』(Cultwo Show)、ゲスト
- 2017年5月17日、『SBS Love FM、姉さんのラジオ』、ゲスト
- 2017年5月25日、『KBS cool FM, イ・ホンギのキスヅラジオ』、ゲスト
- 2018年9月25-30日、『MBC FM4U、青い夜』、スペシャルDJ
- 2019年4月18日、『SBS Power FM、カルトゥーショー』(Cultwo Show)、見えるラジオ、ゲスト
- 2018年4月24日、『MBC FM4U、パク•ギョンの夢見るラジオ』、見えるラジオ、ゲスト
- 2018年4月26日、『SBS Power FM、チェファジョンのパワータイム』、ゲスト
- 2019年5月4日、『MBC FM4U、音楽の森、ジョンスンファンです』、ゲスト
- 2019年5月4日、『SBS Power FM、ジョンパクのミュージックハイ』、ゲスト
- 2020年5月12日、『SBS Power FM、チェファジョンのパワータイム』、見えるラジオ、ゲスト
- 2020年5月14日、『SBS Power FM、カルトゥーショー』(Cultwo Show)、見えるラジオ、ゲスト
- 2020年5月19日、『MBC FM4U、2時のデート』、見えるラジオ、ゲスト
- 2020年5月19日、『TBS FM、イ・ウンミと一緒なら』、見えるラジオ、ゲスト
- 2020年10月6日、『SBS Power FM、チェファジョンのパワータイム』、見えるラジオ、ゲスト
- 2021年3月18日、『MBC FM4U、2時のデート』、ゲスト
- 2021年3月19日、『SBS Power FM、チェファジョンのパワータイム』、見えるラジオ、ゲスト
- 2021年3月25日、『SBS Power FM、カルトゥーショー』(Cultwo Show)、見えるラジオ、ゲスト
- 2021年4月6日、『MBC FM4U、チョン・ヒョソの夢見るラジオ』、見えるラジオ、ゲスト
- 2021年4月8日、『SBS Power FM、美しいこの朝、キム・チャンワンです』、ゲスト

## コンサート(Concert)
- 『ハ・ドンギュン、最初のソロ・コンサート』「Below The Surface」、2011. 9.17
- 『ウォンテッド、3集アルバム記念コンサート』、「back to vintage」、2012. 3.31
- 『ハ・ドンギュンコンサート、マーク』、(HA DONG QN CONCERT 'MARK')、2013.12.31
- 『ハ・ドンギュン、2014ヅンコンサート、ワード』(HA DONG QN 2014 THE CONCERT 'WORD')、2014.11.22
- 『キム・テウ、ベク・チヨン、ハ・ドンギュンコンサート』- VOICE TO VOICE、2014.12.24
- ムン・ミョンジン、ハ・ドンギュン、ヨンジ、『クリスマスコンサート(Christmas Concert)、Wishes』、2014.12.26
- 『2015コンサート、春風』、ハ・ドンギュン、ムン・ミョンジン、ヨンジ、2015. 5.16、5.30
- 『2015ソウル・ジャズ・フェスティバル』、 2015. 5.23、24、25
- 『2015サムデイ・フェスティバル』、2015. 9.5
- 『2015SMF、スペシャル・ミュージック・フェスティバル』(Special Music Festival)、2015. 9.6
- 『キム•ヒョンシク歌謡祭』、2015. 11. 14
- シン・ヨノゼ、ハ・ドンギュン、ヨンジ  コンサート、『メモリーズ(memories)』、2015. 11.22
- 『2015 ハ・ドンギュンソロ・コンサート、#Blank』 2015. 11.29
- 『2015 ラウダス・ファミリーコンサート』(LOUDERS FAMILY CONCERT)、2015.12.12
- 『2016 ハーイ(HI)コンサート』、2016. 2.12~14
- 『ヒュンダイカード、キュレーテッド(Curated) 32、ハ・ドンギュンコンサート』、2017. 1.20~21
- 『2017コンサート、ハ・ドンギュン、夜: 第一回目』、2017. 6. 3~4
- 『2017サムデイ・フェスティバル』、2017. 9.16
- 『NEVER EVER - Joint concert by Vocalists』、東京、2017. 9.22
- 『#02 夜:シークレットルーム、ハ・ドンギュン』、2017. 12. 8~10
- 『2018キム・グｱンソクメモリアル・コンサート』、2018. 2.3、2.10、2.24
- 『ハ・ドンギュン、ザ-ガカイ(もっと近く)コンサート』、2018. 3.31
- 『ブックコンサート、2018 May I Love You』、2018. 5.12
- 『YONSEI LOCK, (延世大学校)』、2018. 5.25
- 『エンゼリナス、ルーフトップ・コーヒーコンサート』(ロッテ釜山本店)、 2018. 6.23
- 『2018サムデイ・フェスティバル』、2018. 9.1
- 『森のライブ』、TV Chosun、2018. 9.8
- 『2018ソロ・コンサート、ハ・ドンギュン』、2018. 12. 8~9
- 『ライブオンステージ、ハ・ドンギュン×ソンスンヨン』、2018. 12.26
- 『2018ジャズフェスティバル、ステージ5、ハ•ドンギュン』、シークレットパーティー、プサン、2018. 12.28
- 『2019ソロコンサート、ビギン(Begin)』、2019. 4.13~14、 4. 27~28
- Soribada、『2019ケイ•ワールドフェスタ、ケイ•ソウル』(K-WORLD FESTA, K-SOUL)、2019. 8.18
- 『チェジュ、 三多公園夜間コンサート』、2019. 8.23
- 『2019サムデイ・フェスティバル』、2019. 8.31
- 『2019トドン・ソウォン•コンサート』、2019. 9.21
- 『2019コッチャワル(Gotjawal)森のコンサート』、チェジュ、2019. 9.28
- 『Hot & Blue コンサート』、アメリカ、2019. 10.19
- 『2019大韓民国大衆文化芸術賞』、祝賀公演、2019. 10.30
- 『2019、8回 グラッド•ミュージック•フェスト』、「ハ•ドンギュン × パンチ」、チェジュ、2019. 11.24
- 『2019ハ•ドンギュンソロコンサート』、「h.ealing」、2019. 12. 7~8
- 『2020大邱フォーク•フェスティバル』、2020. 7.30
- 『2021サムデイシアター•カンタービレ』、2021. 5.23
- 『全州世界ソリフェスティバル』2021. 9.30
- 『2021ハ•ドンギュンソロコンサート』、「Here I Am」、2021. 10. 15~17
- 『2021サムデイシアター•ラストカンタービレ』、2021. 11.6

## 雑誌
- 『コスモポリタン』、2017年5月
- 『bnt』、 2017年5月